# 巡按使
巡按使，中華民國北洋政府的官制，1914年大總統袁世凱公布《省官制》，將各省民政長改稱巡按使。1916年袁過世後，改稱省長。
統轄兩省以上之長官，一般稱巡閱使。